# This Is the Lazy
This Is the Lazy è un album del gruppo j-rock giapponese Lazy, pubblicato nel 1978 per l'etichetta BMG.

## Il disco
Realizzato grazie all'interessamento della BMG, rimasta favorevolmente impressionata da un'esibizione televisiva del gruppo, This Is the Lazy si tradusse in un insuccesso dal punto di vista commerciale e causò alcuni dissidii tra il management e il gruppo, insoddisfatto del genere intrapreso e dell'immagine adottata.

## Tracce
1. レイジーのテーマ (Lazy Theme)
2. ヘイ！アイ・ラブ・ユー！ (Hey! I Love You!)
3. 赤頭巾ちゃん御用心 (Akazukinchan Goyojin)
4. ハロー・ロスアンジェルス (Hello Los Angeles)
5. レターでキッス (Letter De Kiss)
6. カムフラージュ (Camouflage)
7. 恋のピエロ (Kori no Pierrot)
8. 恋はアクション映画 (Koi wa Action Eiga)
9. クイーンにふさわしい (Queen ni Fusawashi)
10. OK!
11. ダンス・ウィズ・ミー (Dance with Me)

## Formazione
- Hironobu "Michell" Kageyama - voce
- Akira "Suzy" Takasaki - chitarra
- Munetaka "Davy" Higuchi - batteria
- Hiroyuki "Funny" Tanaka - basso
- Shunji "Pocky" Inoue - tastiere